# Dominick Cruz
Dominick Rojelio Cruz, född 3 september 1985 i San Diego, är en amerikansk MMA-utövare som tävlar i organisationen Ultimate Fighting Championship där han 2010–2014 och 2016 var mästare i bantamvikt. Cruz var också mästare i bantamvikt i organisationen WEC.

## Biografi
Cruz föddes i San Diego i USA men flyttade som treåring till Tucson i Arizona där han bodde tills han var 21. Han har sin kampsportsbakgrund inom brottning som han började med i sjunde klass. Efter att han gått ut skolan började han även träna boxning och kort efter det övergick han till MMA.

## MMA

### Tidig karriär
Cruz gick sin första match inom professionell MMA i januari 2005 i den lokala Arizona-baserade organisationen Rage in the Cage. Under ett drygt år gick han totalt sex matcher i organisationen och vann samtliga, fyra av dessa via teknisk knockout. Sommaren 2006 gick han sedan tre matcher i organisationen Total Combat. 

### WEC
Efter att ha vunnit samtliga och därmed blivit innehavare av ett tävlingsfacit på 9–0 fick Cruz i mars 2007 chansen att gå en match om fjäderviktstiteln i den betydligt större organisationen WEC. Han mötte den regerande mästaren Urijah Faber och förlorade via submission i den första ronden. Efter ytterligare en match i organisationen Total Combat valde Cruz att gå ned till den lättare bantamviktsklassen. 
Han gjorde sin debut i viktklassen i juni 2008 och vann sedan ytterligare tre matcher innan han i mars 2010 fick chansen att gå en match om titeln mot den regerande mästaren Brian Bowles. Cruz dominerade de två första ronderna och när Bowles tvingades avbryta matchen efter den andra ronden på grund av en handskada blev Cruz WEC:s nya bantamviktsmästare. I sitt första titelförsvar mötte han Joseph Benavidez som han besegrat via domslut ett år tidigare. Cruz vann även denna gång matchen via domslut och försvarade därmed titeln.

### UFC
I oktober 2010 meddelade UFC:s vd Dana White att systerorganisationerna WEC och UFC skulle slås ihop i början av 2011. Då UFC saknade fjädervikt- och bantamviktsdivisioner skulle WEC:s titelhållare i dessa organisationer bli titelhållare även i UFC. En inbokad match mellan Cruz och Scott Jorgensen i december 2010 skulle avgöra vem som blev UFC:s första bantamviktsmästare. Efter att ha vunnit matchen via domslut tilldelades Cruz titeln.
Cruz debuterade i UFC på UFC 132 den 2 juli 2011 då han mötte Urijah Faber för andra gången i karriären. Cruz tog revansch och besegrade Faber via domslut.
Den 1 oktober 2011 möttes Cruz och Demetrious Johnson i en titelmatch på UFC Live: Cruz vs. Johnson. Cruz besegrade den blivande flugviktsmästaren Johnson via domslut.
Under 2011 och 2012 genomgick Cruz två korsbandsoperationer och tvingades bland annat att dra sig ur en titelmatch mot Urijah Faber.
Cruz förväntades möta Renan Barão i februari 2014 men ådrog sig en ljumskskada och tvingades dra sig ur. Han fråntogs då mästartiteln på grund av inaktivitet.
Efter tre års frånvaro gjorde Cruz comeback den 27 september 2014 på UFC 178 där han besegrade Takeya Mizugaki via knockout. Efter matchen meddelade UFC att Cruz nästa match skulle bli mot den regerande mästaren i bantamvikt T.J. Dillashaw.
I december 2014 meddelade Cruz att han för tredje gången i karriären drabbats av en korsbandsskada och att han inte skulle kunna möta Dillashaw inom en överskådlig framtid.
Den 17 januari 2016 möttes Cruz och  T.J. Dillashaw i en titelmatch i bantamvikt på UFC Fight Night: Dillashaw vs. Cruz. Cruz vann matchen via domslut och blev därmed åter mästare i organisationen, två år efter att han förlorat titeln på grund av inaktivitet.
Cruz försvarade sin titel den 4 juni 2016 på UFC 199 då han besegrade Urijah Faber via domslut.
Den 30 december 2016 möttes Cruz och Cody Garbrandt i en titelmatch på UFC 207. Garbrandt vann matchen via domslut.
Efter över tre skadefyllda år utan att kunna gå matcher kunde Cruz återvända frisk till oktagonen för att möta regerande bantamviktsmästare Henry Cejudo vid UFC 249 den 9 maj 2020 i en titelmatch som ersättare för José Aldo som tvingats lämnat återbud på grund av den pågående coronapandemin och reserestriktioner. Cejudo försvarade sin titel och besegrade Cruz via TKO i den andra ronden.

## Tävlingsfacit
| Resultat | Facit | Motståndare        | Metod                        | Evenemang                           | Datum             | Rond | Tid  | Plats                 | Notering                                                                        |
| -------- | ----- | ------------------ | ---------------------------- | ----------------------------------- | ----------------- | ---- | ---- | --------------------- | ------------------------------------------------------------------------------- |
| Vinst    | 1–0   | Eddie Castro       | Domslut (delat)              | Rage in the Cage 67                 | 29 januari 2005   | 3    | 3:00 | Phoenix, AZ, USA      |                                                                                 |
| Vinst    | 2–0   | Rosco McClellan    | TKO (slag)                   | Rage in the Cage 70                 | 11 juni 2005      | 2    | 1:26 | Glendale, AZ, USA     |                                                                                 |
| Vinst    | 3–0   | Tom Schwager       | TKO (slag)                   | Rage in the Cage 73                 | 6 augusti 2005    | 1    | 0:56 | Glendale, AZ, USA     |                                                                                 |
| Vinst    | 4–0   | Josh Donahue       | TKO (slag)                   | Rage in the Cage 74                 | 10 september 2005 | 2    | 1:09 | Casa Grande, AZ, USA  |                                                                                 |
| Vinst    | 5–0   | Nick Hedrick       | Domslut (enhälligt)          | Rage in the Cage 75                 | 30 september 2005 | 3    | 3:00 | Glendale, AZ, USA     |                                                                                 |
| Vinst    | 6–0   | Michael Barney     | TKO (slag)                   | Rage in the Cage 79                 | 24 februari 2006  | 1    | 2:45 | Tucson, AZ, USA       |                                                                                 |
| Vinst    | 7–0   | Dave Hisquierdo    | Domslut (delat)              | Total Combat 15                     | 15 juli 2006      | 3    | 5:00 | San Diego, CA, USA    |                                                                                 |
| Vinst    | 8–0   | Juan Miranda       | Submission (rear-naked)      | Total Combat 16                     | 9 september 2006  | 1    | 4:00 | San Diego, CA, USA    |                                                                                 |
| Vinst    | 9–0   | Shad Smith         | Domslut (enhälligt)          | Total Combat 18                     | 4 november 2006   | 3    | 5:00 | San Diego, CA, USA    |                                                                                 |
| Förlust  | 9–1   | Urijah Faber       | Submission (giljotin)        | WEC 26                              | 24 mars 2007      | 1    | 1:38 | Las Vegas, NV, USA    | Match om WEC-titeln i fjädervikt.                                               |
| Vinst    | 10–1  | Kenneth Aimes      | KO (slag)                    | Total Combat 27                     | 22 mars 2008      | 1    | -    | Yuma, AZ, USA         |                                                                                 |
| Vinst    | 11–1  | Charlie Valencia   | Domslut (enhälligt)          | WEC 34                              | 1 juni 2008       | 3    | 5:00 | Sacramento, CA, USA   | Debut i bantamvikt.                                                             |
| Vinst    | 12–1  | Ian McCall         | Domslut (enhälligt)          | WEC 38                              | 25 januari 2009   | 3    | 5:00 | San Diego, CA, USA    |                                                                                 |
| Vinst    | 13–1  | Ivan Lopez         | Tekniskt domslut (enhälligt) | WEC 40                              | 5 april 2009      | 3    | 3:24 | Chicago, IL, USA      |                                                                                 |
| Vinst    | 14–1  | Joseph Benavidez   | Domslut (enhälligt)          | WEC 42                              | 9 augusti 2009    | 3    | 5:00 | Las Vegas, NV, USA    |                                                                                 |
| Vinst    | 15–1  | Brian Bowles       | TKO (matchläkaren avbryter)  | WEC 47                              | 6 mars 2010       | 2    | 5:00 | Columbus, OH, USA     | Blev WEC-mästare i bantamvikt.                                                  |
| Vinst    | 16–1  | Joseph Benavidez   | Domslut (delat)              | WEC 50                              | 18 augusti 2010   | 5    | 5:00 | Las Vegas, NV, USA    | Försvarade titeln i bantamvikt.                                                 |
| Vinst    | 17–1  | Scott Jorgensen    | Domslut (enhälligt)          | WEC 53                              | 16 december 2010  | 5    | 5:00 | Glendale, AZ, USA     | Försvarade titeln i bantamvikt. Titeln överfördes senare till UFC.              |
| Vinst    | 18–1  | Urijah Faber       | Domslut (enhälligt)          | UFC 132                             | 2 juli 2011       | 5    | 5:00 | Las Vegas, NV, USA    | Försvarade UFC-titeln i bantamvikt.                                             |
| Vinst    | 19–1  | Demetrious Johnson | Domslut (enhälligt)          | UFC Live: Cruz vs. Johnson          | 1 oktober 2011    | 5    | 5:00 | Washington D.C., USA  | Försvarade titeln i bantamvikt. Fråntogs senare titeln på grund av inaktivitet. |
| Vinst    | 20–1  | Takeya Mizugaki    | KO (slag)                    | UFC 178                             | 27 september 2014 | 1    | 1:01 | Las Vegas, NV, USA    |                                                                                 |
| Vinst    | 21–1  | T.J. Dillashaw     | Domslut (delat)              | UFC Fight Night: Dillashaw vs. Cruz | 17 januari 2016   | 5    | 5:00 | Boston, MA, USA       | Blev UFC-mästare i bantamvikt.                                                  |
| Vinst    | 22–1  | Urijah Faber       | Domslut (enhälligt)          | UFC 199                             | 4 juni 2016       | 5    | 5:00 | Inglewood, CA, USA    | Försvarade titeln i bantamvikt.                                                 |
| Förlust  | 22–2  | Cody Garbrandt     | Domslut (enhälligt)          | UFC 207                             | 30 december 2016  | 5    | 5:00 | Las Vegas, NV, USA    | Förlorade titeln i bantamvikt.                                                  |
| Förlust  | 22–3  | Henry Cejudo       | TKO (knä och slag)           | UFC 249                             | 9 maj 2020        | 2    | 4:58 | Jacksonville, FL, USA | Match om bantamviktstiteln.                                                     |
| Vinst    | 22–3  | Casey Kenney       | Domslut (delat)              | UFC 259                             | 6 mars 2021       | 3    | 5:00 | Las Vegas, NV, USA    |                                                                                 |